# 546
546 (DXLVI) fue un año común comenzado en lunes del calendario juliano, en vigor en aquella fecha.

## Acontecimientos
- Los ostrogodos, dirigidos por Totila, reconquistan y saquean Roma.
- Concilio provincial de Lérida (España).
- 21 de noviembre: El rey visigodo Teudis publicó en Toledo una ley sobre las costas y gastos de los litigantes.

## Fallecimientos
- Ciarano de Clonmacnoise, religioso cristiano.
- Laureano, ídem.
- Walthari, rey de los lombardos.